# Schwand bei Nürnberg
Schwand bei Nürnberg (fränkisch: Schwond) ist ein Gemeindeteil des Marktes Schwanstetten im Landkreis Roth (Mittelfranken, Bayern). Die Gemarkung Schwand bei Nürnberg hat eine Fläche von 12,906 km². Sie ist in 2614 Flurstücke aufgeteilt, die eine durchschnittliche Fläche von 4937,27 m² haben.

## Lage
Schwand liegt südlich von Leerstetten und ist größtenteils von Waldgebieten umgeben. Der Hembach durchfließt den Ort im Süden und mündet im benachbarten Rednitzhembach in die Rednitz. Im Osten gibt es ein Gewerbegebiet. Die Kreisstraße RH 1 führt zu einer Anschlussstelle der Bundesstraße 2 bei Rednitzhembach (2,3 km westlich) bzw. nach Leerstetten (2,9 km nördlich). Die Kreisstraße RH 35 verläuft nach Harrlach (5 km südöstlich). Gemeindeverbindungsstraßen führen nach Furth (2,2 km östlich) und nach Harm (1,6 km nordwestlich).

## Geschichte
Der Entstehungszeitpunkt der Rodungssiedlung ist unbekannt. Erstmals erwähnt wurde der Ort im Jahr 1186 als „Swande“, als die damalige Kirche von Bischof Otto von Eichstätt geweiht wurde. Dem Ortsnamen liegt mhd. swant für ‚Ausroden des Waldes‘ zugrunde.
Gegen Ende des 18. Jahrhunderts gab es in Schwand 54 Anwesen (8 Ganzhöfe, 1 Halbhof, 3 Köblergüter, 25 Gütlein, 3 Güter jeweils mit Tafernwirtschaft, 1 Zapfenwirtschaft, 9 Leerhäuser, 1 Badhaus, 1 Schmiedgütlein, 2 Mahl- und Sägmühlen). Das Hochgericht sowie die Dorf- und Gemeindeherrschaft und Grundherrschaft über alle Anwesen übte das brandenburg-ansbachische Richteramt Schwand aus. Außerdem gab es noch ein Wildmeistereihaus, ein Amtsknechtshaus, eine Pfarrkirche, ein Pfarrhaus, eine Schule und ein Hirtenhaus. Es gab 56 Untertansfamilien.
Von 1797 bis 1808 unterstand Schwand dem Justiz- und Kammeramt Schwabach. 1806 kam der Ort an das Königreich Bayern. Mit dem Gemeindeedikt wurde 1808 der Steuerdistrikt Schwand gebildet. 1818 entstand die Ruralgemeinde Schwand. Sie war in Verwaltung und Gerichtsbarkeit dem Landgericht Schwabach zugeordnet und in der Finanzverwaltung dem Rentamt Schwabach (1919 in Finanzamt Schwabach umbenannt). Ab 1862 gehörte Schwand zum Bezirksamt Schwabach (1939 in Landkreis Schwabach umbenannt). Die Gerichtsbarkeit blieb beim Landgericht Schwabach (1879 in Amtsgericht Schwabach umbenannt). Die Gemeinde hatte eine Gebietsfläche von 12,925 km².
Am 1. Juli 1972 kam Schwand an den Landkreis Roth. Am 1. Mai 1978 schlossen sich Schwand und die Nachbargemeinde Leerstetten im Zuge der Gebietsreform in Bayern zur neuen Gemeinde Schwanstetten zusammen.

### Baudenkmäler
In Schwand gibt es 26 Baudenkmäler, darunter
- Nürnberger Straße 17: ehemaliges Richterwohnhaus
- Nürnberger Straße 19: ehemaliges Schulhaus
- Nürnberger Straße 21: evangelisch-lutherische Pfarrkirche St. Johannes der Täufer
- diverse Wohnstallhäuser, Scheunen und Kleinhäuser
- zwei Steinkreuze
- Kriegerdenkmal

### Einwohnerentwicklung
| Jahr      | 1818   | 1840   | 1852   | 1855   | 1861   | 1867   | 1871   | 1875   | 1880   | 1885   | 1890   | 1895   | 1900   | 1905   | 1910   | 1919   | 1925   | 1933   | 1939   | 1946   | 1950   | 1952   | 1961   | 1970   | 1987   | 2013   |
| Einwohner | 481    | 599    | 588    | 593    | 600    | 586    | 563    | 543    | 552    | 547    | 527    | 557    | 619    | 687    | 679    | 601    | 651    | 661    | 691    | 1037   | 1034   | 1000   | 1009   | 1339   | 2676   | 3210   |
| Häuser    | 87     | 86     |        |        |        |        | 99     |        |        | 96     | 98     |        | 97     |        |        |        | 109    |        |        |        | 141    |        | 177    |        | 717    |        |
| Quelle    | [ 17 ] | [ 18 ] | [ 19 ] | [ 19 ] | [ 20 ] | [ 21 ] | [ 22 ] | [ 23 ] | [ 24 ] | [ 25 ] | [ 26 ] | [ 19 ] | [ 27 ] | [ 19 ] | [ 28 ] | [ 19 ] | [ 29 ] | [ 19 ] | [ 19 ] | [ 19 ] | [ 30 ] | [ 19 ] | [ 12 ] | [ 31 ] | [ 32 ] | [ 33 ] |

## Religion
Leerstetten ist seit der Reformation evangelisch-lutherisch geprägt und Sitz der Pfarrei St. Johannes der Täufer. Die Katholiken sind nach Heilig Kreuz (Plöckendorf) gepfarrt.

## Vereine
Neben vielen anderen Vereinen gibt es einen Sportverein, den 1. FC Schwand.